# Río Fontaine
El río Fontaine es un curso natural de agua que fluye en la isla de Tierra del Fuego y desemboca en el Seno Almirantazgo.

## Trayecto
El río Fontaine nace de la confluencia de varios cauces con cabeceras en ventisqueros colgantes que destacan en el importante nudo orográfico formado por el monte Svea (1500 m) y el monte Dalla Vedova (2000 m). Transcurre en dirección norte con un recorrido de 12 km para desembocar en el Seno Almirantazgo, en Caleta María, a corta distancia al sur de la llanura aluvial del río Azopardo. Por ambas riberas recibe afluentes tributarios generados en lenguas de ventisqueros que dan a sus aguas un color lechoso, cargadas de limo glacial.: 19 

Cuencas hidrográficas de los ríos Azopardo, Lapataia y Yendegaia. Al norte se ve el sector sur de la cuenca del río Grande. Ver más detalles en este mapa de Luis Risopatrón.

## Caudal y régimen
Su caudal representativo es verano puede corresponder a 15 m³/s y su régimen es claramente nival.

## Población, economía y ecología
En la desembocadura del río existe el poblado Caleta María, que entre 1940 y 1950 explotaba la madera de los bosques y utilizaba al río como banda de transporte lanzándolos al cauce para recogerlos en Caleta María.: 22 